# Sigismund Schwerin
Sigismund Schwerin (SSN) war der Name einer in der ersten Hälfte des 19. Jahrhunderts in Breslau gegründeten Puppen-Manufaktur.

## Geschichte
Das Unternehmen wurde 1844 gegründet.
Folgende Einträge für Schutzmarken konnten bisher ermittelt werden:
- 1923: SSN, mit einem lächelnden Vogel auf einer Hantel über den Initialen;
- 1924: HEDI; der Begriff wird von einer Puppe, die in einem Kreis mit Mütze, Bluse und Rock erscheint, mit beiden Armen vor dem Bauch getragen.[1]